# Operation Mars
1941: Białystok-Minsk – Dubno-Luzk-Riwne – Smolensk – Uman – Kiew – Odessa – Leningrader Blockade – Wjasma-Brjansk – Charkow – Rostow – Moskau – Tula

1942: Rschew – Charkow – Ljuban/Wolchow – Kertsch/Sewastopol – Fall Blau – Kaukasus – Stalingrad – Operation Mars

1943: Woronesch-Charkow – Operation Iskra – Nordkaukasus – Charkow – Kursk – Orjol – Donez-Mius – Donbass – Belgorod-Charkow – Smolensk – Dnepr – Kiew

1944: Dnepr-Karpaten – Leningrad-Nowgorod – Krim – Wyborg–Petrosawodsk – Operation Bagration – Lwiw-Sandomierz – Jassy–Kischinew – Belgrad – Petsamo-Kirkenes – Baltikum – Karpaten – Ungarn

1945: Kurland  – Weichsel-Oder – Ostpreußen – Westkarpaten – Niederschlesien – Ostpommern – Plattensee – Oberschlesien – Wien – Oder – Berlin – Prag
Die Operation Mars war eine Großoffensive der Roten Armee gegen die deutsche Wehrmacht vom 25. November bis 21. Dezember 1942. Das Unternehmen wurde ursprünglich begleitend zur Operation Uranus für den Oktober 1942 geplant, dann aber auf den 25. November 1942 verschoben. Die Operation der Roten Armee unter der Koordinierung von Armeegeneral Georgi Konstantinowitsch Schukow hatte zwar das vom Hauptquartier gestellte Ziel, die Beseitigung des Brückenkopfes Rschew, nicht erreicht, durch ihre Aktionen aber das deutsche Oberkommando gehindert, von diesem Abschnitt beträchtliche Verstärkungen in den Raum Stalingrad abzuziehen.

## Ausgangslage
Nach den Erfolgen der Wehrmacht im Jahr 1941 versuchte die Rote Armee im Frühjahr 1942, die strategische Initiative zu gewinnen. Nach der Schlacht um Moskau konnte die Rote Armee während der Winteroffensive 1941/42 die Front bei Rschew eindrücken (Rschew-Wjasma-Operation) und so einen Brückenkopf schaffen, der etwa 150 Quadratkilometer maß. Darin befand sich die deutsche 9. Armee unter dem Befehl von Generaloberst Walter Model. Diese Armee stellte noch immer die Spitze der Heeresgruppe Mitte dar, die am weitesten in Richtung Moskau vorragte. Schukow war der Meinung, hier die deutsche Wehrmacht empfindlich schwächen und in der Folge die Heeresgruppe Mitte vernichten zu können. Die Wehrmachtsführung erkannte die Bedrohung im Rücken der 9. Armee und begegnete den Umfassungsversuchen am 2. Juli 1942 mit der Operation Seydlitz, die zur Einkesselung und Vernichtung der 22., 29. und 39. sowjetischen Armee bis zum 12. Juli 1942 führte. Zugleich gingen die deutschen Truppen im Süden der Front wieder in die Offensive und stießen bis in den Kaukasusraum und an die Wolga vor.
Mit der Zustimmung Stalins wurde am 26. September die Durchführung zweier großer Gegenoffensiven befohlen, die jeweils in zwei Phasen unterteilt waren: General Schukow sollte im Bereich vor Moskau die 9. Armee im Brückenkopf von Rschew einkesseln und vernichten (Kodename: Mars). Im Anschluss daran sollten die zwei beteiligten sowjetischen Fronten (Kalininer Front und Westfront) in einer großen Zangenbewegung die verbleibenden Verbände der Heeresgruppe Mitte im Bereich Smolensk vernichten (Kodename: Jupiter). Im Bereich Stalingrad sollten derweil drei sowjetische Fronten unter dem Befehl von General Wassilewski die deutsche 6. Armee in Stalingrad einkesseln und vernichten (Kodename: Uranus), um im Anschluss daran Rostow am Don zurückzuerobern und sämtliche deutsche Verbände der Heeresgruppe A einzuschließen (Kodename: Saturn).
Das Generalkommando VI. A.K., das bisher im Brennpunkt der Kämpfe um Rshew lag, wurde herausgezogen, die verbliebenen Truppenteile gingen in den Bereich des XXVII. Armeekorps unter Führung des General der Infanterie Walter Weiß über. Da der Wehrmacht auch durch Geheimdienstquellen Ort und Zeitpunkt des Angriffes ungefähr bekannt waren, konnte die 9. Armee wirksame Maßnahmen zur Verteidigung ergreifen. Befestigungen wurden ausgebaut und Wälder, die zur Deckung in den Angriffsräumen hätten dienen können, wurden gerodet.

### Sowjetische Angriffsplanung

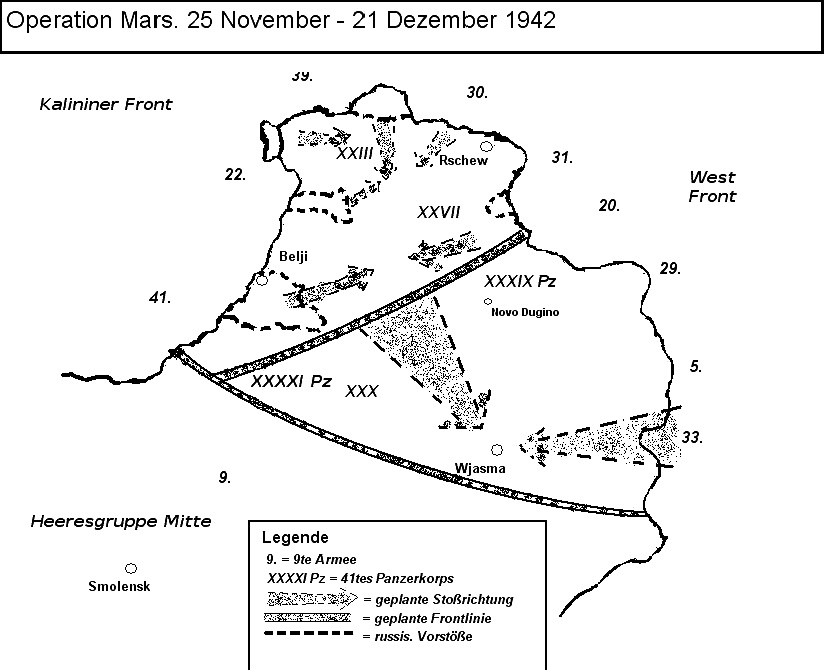
Planungsskizze zu den Operationen Mars und Jupiter

Die Kalininer Front (General Purkajew) und die Westfront (General Konew), verstärkt durch den Moskauer Militärbezirk, zählte zusammen 1,9 Millionen Soldaten, über 24.000 Geschütze, 3300 Panzer und 1100 Flugzeuge. Davon setzte die Stawka für die Operation Mars etwa 830.000 Soldaten und 2.300 Panzer ein.
In der Erste Phase hatte die 41. Armee (Generalmajor Tarassow) der Kalinin-Front im Westen des Rshewer Frontbogens den Hauptschlag südlich von Belyj zu führen. Sie umfasste fünf Schützendivisionen, das 1. mechanisierte Korps, die 47. und 48. mechanisierte Brigade und das 6. Schützenkorps (Generalmajor Powetkin) – zusammen etwa 106.000 Mann und 350 Panzer. Nach Konews Planung sollte die 41. Armee die deutsche Verteidigung durchstoßen, den Durchbruch in Richtung Westen und Norden ausdehnen und die Vereinigung mit der im Raum Sytschewka angetretenen 20. Armee der Westfront herstellen. Dabei sollte das deutsche XXIII. und XXVII. Armeekorps (6., 72., 78., 95., 129. und 251. Infanterie-Division) im Rschewer Frontbogen abgeschnitten werden. Das 1. mechanisierte Korps (Generalmajor Solomatin) unterstützte die 41. Armee beim Angriff gegen das deutsche XXXXI. Panzerkorps (General Harpe mit der 205., Teile 330. und 328. Infanterie-Division).
Gleichzeitig hatte nördlich davon die 22. Armee (Generalleutnant Juschkewitsch) einen Angriff gegen den linken Flügel (86. und 110. Infanterie-Division) des deutschen XXIII. Armeekorps (General Hilpert) am westlichen Frontbogen zu führen. Die 22. Armee wurde beim Angriff gegen den Lutschessa-Abschnitt durch das 3. mechanisierte Korps (Generalmajor Katukow) unterstützt.  Die 39. Armee (Generalleutnant Zygin) am linken Flügel der Kalinin-Front hatte im Norden den Fluss Molodoi Tud zu überqueren und im Kampf mit dem deutschen XXIII. Armeekorps (206., 253. 110., 86., 87. Infanterie-Division) das Dorf Urdoma zu nehmen und unter Deckung der links defensiv verbleibenden 30. Armee (Generalleutnant Kolpaktschi) gegen das östliche Vorfeld von Rschew vorzugehen. Südlicher bei Subzow wurde auf 40 Kilometer Breite entlang der Flüsse Wazusa und Osuga die 31. und 20. Armee (Generalmajore Polenow und Kirjuchin), vom 6. Panzerkorps (Oberst Getman) unterstützt durch das 2. Garde-Kavalleriekorps (Generalmajor Krjukow) zum Angriff gegen die Front des deutschen XXXIX. Panzerkorps (General der Panzertruppe von Arnim mit der 102., 205., 330. und 328. Infanterie-Division) angesetzt.
Am rechten Flügel der Kalinin-Front hatte die 3. Stoßarmee ab 24. November zeitgleich eine Offensive gegen den kleinen Frontvorsprung des LIX. Armeekorps (General von der Chevallerie) in Richtung auf Welikije Luki und Nowosokolniki eingeleitet (Schlacht von Welikije Luki).
Der Befehl des sowjetischen Generalstabes lautete: „Die Verbände des rechten Flügels der Westfront und des linken Flügels der Kalinin-Front haben die feindlichen Kräfte im Brückenkopf von Rschew einzukreisen, Rschew einzunehmen und die Kontrolle über die Eisenbahnverbindung Moskau–Welikije Luki zurückzuerlangen.“
In einer zweiten Phase war geplant, vom Osten her im Raum Gschatsk zusätzlich beim deutschen XXXXVI. Panzerkorps (General der Panzertruppen von Esebeck) auf Wjasma durchbrechen. Die durch das 9. und 10. Panzerkorps verstärkten Truppen der 5. und 33. Armee der Westfront sollten dabei die deutschen Verteidigungsanlagen östlich von Wjasma angreifen (Operation Jupiter). Nach dem Einbruch sollte die 3. Garde-Panzerarmee (12. und 15. Panzerkorps) eingeführt werden, Wjasma nehmen, die Verbindung mit der Kalinin-Front erzwingen und bei günstigen Bedingungen den Angriff auf Smolensk fortführen. Diese Angriffe kamen aber wegen Scheiterns der Operation Mars nicht zur Ausführung.

## Verlauf

### Erste Phase
Der Angriff, der in den frühen Morgenstunden des 25. November begann, erfolgte an vier Abschnitten gleichzeitig: nördlich von Sytschewka, westlich von Rschew, nördlich von Belyi im Lutschessa-Tal und südlich von Belyi. Die Temperaturen in dieser Winterschlacht lagen bei 0 bis −25 Grad. Im Osten verlief er zunächst ungünstig: Nebel und Schneetreiben verhinderten die geplante Luftunterstützung und reduzierten die Effektivität der sowjetischen Artillerie erheblich, da die Bodenziele nur schwer ausgemacht werden konnten. Der 41. Armee gelang am westlichen Frontbogen mit dem 1. mechanischen Korps südlich von Belyi ein großer Durchbruch. Der Angriff der 31. Armee konnte am östlichen Frontbogen die deutsche Verteidigung zwar durchbrechen, blieb aber nach wenigen Kilometern Geländegewinn stecken. Die aus dem Raum westlich von Subzow angreifende 88., 336. und 239. Schützen-Division, unterstützt durch die 332. und 145. Panzerbrigade erzielten nur begrenzte Erfolge. An der Osuga gelang dabei zwischen der 102. Infanterie-Division (General Frießner) und deren rechten Nachbarn, der 5. Panzerdivision (General Metz) ein tiefer Einbruch. Die sowjetische 247. Schützendivision, unterstützt durch die 80. und 140. Panzerbrigade, konnte den Wazusa-Abschnitt überbrücken und nach dem Einführen der 331. Schützen-Division (Oberst P. E. Berestow) einen Brückenkopf am westlichen Ufer bilden. Südlich davon konnte die sowjetische 20. Armee mit dem 2. Garde-Kavalleriekorps ebenfalls durchbrechen.
Nördlich von Belyi erreichte die sowjetische 22. Armee (etwa 80.000 Mann mit 270 Panzern) mit dem 3. mechanischen Korps einen weiteren gefährlichen Einbruch bei der deutschen 86. und 110. Infanterie-Division und drang beidseitig des Lutschessa Tals vor. Die Masse der deutschen Reserven der deutschen 9. Armee befand sich im Raum Olenino: die 9. Panzerdivision, die 14. motorisierte Division und die Division Großdeutschland (Generalmajor Hörnlein) konnten schnell herangeführt werden und die sowjetischen Geländegewinne eindämmen.
Am 26. November verbreitete sich der Einbruch der sowjetischen 41. Armee auf etwa 20 Kilometer Breite und fast 30 Kilometer Tiefe. Die 47. mechanisierte Brigade (Oberst Dremow) versuchte die Stadt Belyj, welche von der deutschen 246. Infanterie-Division besetzt gehalten wurde, im Nordosten zu umfassen. General Harpe beschloss die Stadt zu halten und erhielt von der 1. Panzerdivision die Kampfgruppe Wietersheim und von der Division Großdeutschland die Kampfgruppe Kassnitz als Verstärkung zugewiesen.
Die Truppen der 20. Armee waren am Wasuza-Abschnitt festgehalten worden, der Angriff der 31. Armee war südlich davon völlig erlahmt und der Angriff der 29. Armee war noch nicht vorgesehen.
Konew befahl für den 27. November die Einführung des 5. Panzerkorps (Generalmajor Semenschenko) mit fast 200 Panzern im Bereich der 20. Armee, um die geplante Vereinigung mit der 41. und die 22. Armee zu erzwingen. Es gelang der 20. Armee schließlich, bei der 78. Infanterie-Division (General Völckers) einzubrechen, die dabei fast aufgerieben wurde. Sowjetische Panzer bedrohten die Bahnlinie zwischen Sytschewka und Rschew. Obgleich vor allem im westlichen Abschnitt weitere Fronteinbrüche erzielt wurden, blieb die Offensive insgesamt weit hinter den Erwartungen zurück. Bereits nach wenigen Tagen hatte die Wehrmacht die Lage stabilisiert. Die wenigen Geländegewinne, die den mechanisierten Verbänden der Roten Armee gelangen, erforderten zudem große Verluste auf sowjetischer Seite.
Durch das taktische Verschieben von Einheiten an die jeweiligen Brennpunkte konnten weitere Angriffsbemühungen der Roten Armee frühzeitig abgewehrt werden, während steigende Verluste an Mensch und Material sowie Nachschubprobleme die sowjetische Seite zunehmend handlungsunfähig machten.

### Zweite Phase
Der deutschen 9. Armee wurde Ende November das XXX. Armeekorps (General Fretter-Pico) aus dem Abschnitt der Heeresgruppe Nord zugeführt. Deutsche Gegenangriffe, welche am 7. Dezember im östlichen und westlichen Frontabschnitt einsetzten, warfen die Rote Armee – teils unter Zurücklassung schweren Materials – auf ihre Ausgangsposition zurück. Im Raum Belyi wurde von Norden her die 19. und 20. Panzerdivision (Generalmajor von Lüttwitz), sowie die SS-Kavallerie-Division (SS-General Bittrich) zum Gegenangriff angesetzt, während vom Süden Teile der 1. Panzerdivision (Generalmajor Krüger) und das Füsilier-Regiment "Großdeutschland" angriffen. Das eingebrochene sowjetische 6. Schützenkorps (General Powetkin) und das Panzerkorps unter General Solomatin wurden im Raum südöstlich von Belyi abgeschnitten und mussten sich unter schweren Verlusten bis zum 15. Dezember auf ihre Ausgangsstellung zurückkämpfen. Am Ende der Operation am 21. Dezember konnte die Rote Armee lediglich im Norden des Brückenkopfes im Bereich der 39. Armee (Kalinin-Front) einen dauerhaften Raumgewinn im Umfang von 10 bis 20 Kilometern verzeichnen.

## Ergebnis
Die Operation Mars kostete die Rote Armee fast eine halbe Million Mann an Verlusten. Nach dem sowjetischen Historiker Isajew gab es 70.373 Tote und 145.301 Verwundete. Nach dem amerikanischen Militärhistoriker Glantz etwa 100.000 Tote und Vermisste sowie 235.000 Verwundete, dazu wurden etwa 1600 Panzer, 279 Geschütze und 353 Pak und Flak vernichtet. Die Verluste der deutschen 9. Armee vom Oktober bis Dezember 1942 beliefen sich auf 53.500 Mann, davon etwa 80 % (40 – 45.000 Mann) bei der Operation Mars. Zum Beispiel verlor allein die 1. Panzerdivision 1.793 Mann und die 5. Panzerdivision 1.640 Mann, während die Verluste bei den Infanteriedivisionen (78., 246., 86., 110. und 206.) entlang der sowjetischen Hauptangriffsachsen noch größer ausfielen.
Das parallel zur Operation Uranus geführte Unternehmen hatte trotz einer sehr großen Menge an eingesetzten Ressourcen und hohen Verlusten auf Seiten der Angreifer nicht die Einkesselung der 9. Armee zur Folge. Glantz sieht die Hauptgründe hierfür einerseits in der schlechten Planung der Operation, andererseits in der Schlagkraft der verteidigenden Truppen. Im Gegensatz zu Stalingrad waren bei Rshew nur Wehrmachtseinheiten eingesetzt, was sich als entscheidender Unterschied herausstellte: Die deutschen Truppen, die sich einer großen Überzahl gegenübersahen, wurden taktisch besser geführt und bestanden überwiegend aus erfahrenen Kämpfern. Sie handelten daher angemessen und fügten den vielfach frontal attackierenden Angreifern durch zähen Widerstand hohe Verluste zu, was an vielen Orten schon früh zur Einstellung der Angriffe führte. Des Weiteren wurden Punkte von geringer Bedeutung nicht sinnlos gehalten, sondern geräumt und – wenn möglich – später wieder erobert. Nachdem sich die Armeen der Sowjets festgelaufen hatten, wurden örtliche Gegenangriffe ausgeführt, die teilweise zur Einkesselung großer sowjetischer Verbände führten. Besonders hervorgetan haben sich hier Teile der Infanterie-Division Großdeutschland.

## Bewertung

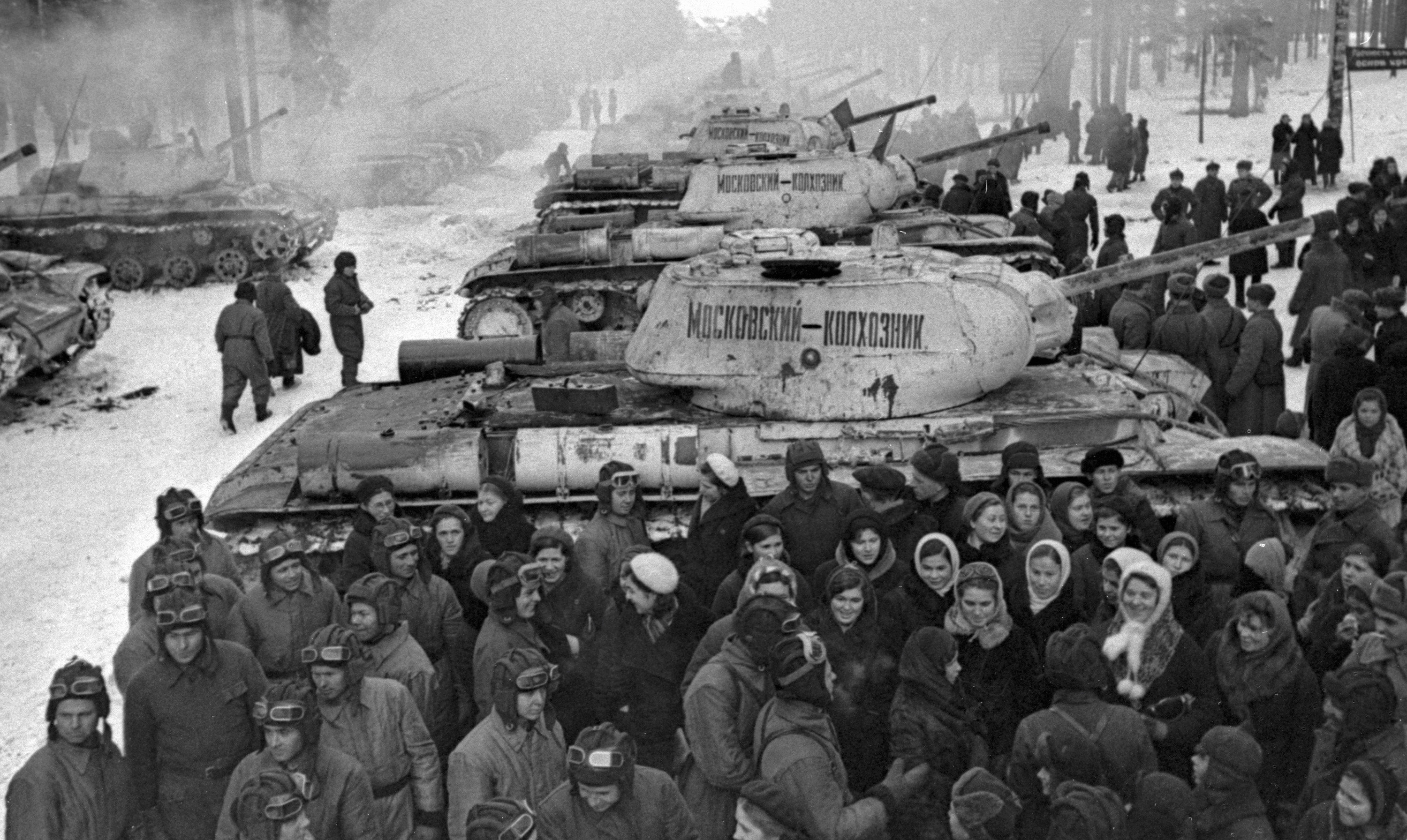
Sowjetische Kolchosbauern übergeben durch ihre Spenden gebaute KW-1S Panzer ihren Besatzungen (Sowjetisches Propagandabild)

Nach neuesten russischen militär-historischen Forschungen war die „Operation Mars“ teilerfolgreich. Es ist zwar nicht gelungen, die deutsche 9. Armee einzukesseln, aber es wurden Kräfte gebunden, die die Wehrmacht nicht anderweitig einsetzen konnte. Die „Operation Mars“ half damit indirekt beim Sieg in der Schlacht von Stalingrad. Diese Aussagen werden von Historikern wie Glantz in Zweifel gezogen:

“In the unlikely event that Zhukov was correct and Mars was really a diversion, there has never been one so ambitious, so large, so clumsily executed, or so costly.”

„Für den unwahrscheinlichen Fall, dass Schukow richtig liegt und Mars wirklich nur eine Ablenkungsaktion war, dann gab es niemals sonst eine so große und plump ausgeführte, und auch keine so verlustreiche.“

Die Beurteilung der Operation Mars von Marschall Georgi Konstantinowitsch Schukow:

„Die Operation unserer Truppen hatte zwar das vom Hauptquartier gestellte Ziel, die Beseitigung des Brückenkopfes Rschew, nicht erreicht, durch ihre Aktionen aber das deutsche Oberkommando gehindert, von diesem Abschnitt beträchtliche Verstärkungen in den Raum Stalingrad abzuziehen. Im Gegenteil: das Hitler-Kommando musste, um das Aufmarschgebiet Rschew-Wjasma zu halten, in diesem Raum zusätzlich vier Panzerdivisionen und eine motorisierte Division einsetzten.“

## Die Schlacht um Rschew in der Literatur
Von Alexander Twardowski (1910–1971) stammt eines der ergreifendsten Gedichte über den Krieg, mit dem Titel: „Bin gefallen bei Rschew“.
„Brennt die Front unaufhörlich wie ein Messer ihr Schein,
Ich bin tot und ich weiß nicht, wird Rschew noch unser sein?“